# Шуничиро Окано
Шуничиро Окано (на японски: 岡野 俊一郎) е японски футболист и спортен функционер (член на МОК).

## Национален отбор
Записал е и 2 мача за националния отбор на Япония.
| Япония | Япония | Япония |
| Година | Мачове | Голове |
| ------ | ------ | ------ |
| 1955   | 2      | 0      |
| Общо   | 2      | 0      |